# Uncle Slam
Uncle Slam fue una banda de crossover thrash proveniente de Los Ángeles, California, Estados Unidos, formada en 1984 bajo el nombre de "The Brood". Sus influencias fueron bandas de hardcore punk como Suicidal Tendencies, Dirty Rotten Imbeciles, Corrosion of Conformity, Black Flag y Circle Jerks, al igual que bandas de heavy metal como Black Sabbath, Iron Maiden, Slayer y Motörhead. Sus líricas tratan sobre política, muerte, dolor y violencia. Uncle Slam grabó cuatro discos de estudio.

## Miembros

### Última alineación
- Todd Moyer – guitarra
- Simon Oliver – bajo
- R. J. Herrera – batería

## Discografía
- The Brood (realizado bajo el nombre original de la banda The Brood)  - 1986
- Say Uncle - 1988
- Will Work for Food - 1993
- When God Dies - 1995